# Elecciones regionales de Atlántico de 2007
El 28 de octubre de 2007 se realizaron elecciones regionales en Colombia. En el departamento de Atlántico fueron elegidos los siguientes cargos para un periodo de cuatro años contados a partir del 1° de enero de 2008:
- Gobernador del Atlántico: Jefe administrativo y ejecutivo del departamento.
- 13 Diputados de la Asamblea departamental
- Alcaldes municipales y concejales municipales para cada uno de los 22 municipios del departamento y el distrito de Barranquilla.

## Elección de Gobernador
El Partido de la U avaló la candidatura del exsenador José Name Terán, veterano patriarca de la región, quien también contó con el respaldo de Cambio Radical, a cambio del respaldo de la U a la candidatura de Alejandro Char, de Cambio Radical a la Alcaldía de Barranquilla. El Partido Conservador eligió por consulta popular a la diputada Marieta Morad y el Polo Democrático al abogado Alfonso Camerano; entre tanto el Partido Liberal avaló al exministro Eduardo Verano de la Rosa. La encuesta realizada por Gallup entre el 1 y el 4 de junio de 2007 arroja los siguientes resultados:
- Eduardo Verano 20%
- José Name 16%
- Jaime Amín 11%
- Alfredo Palencia 10%
- Marieta Morad 6%
- Alfonso Camerano 4%

Finalmente se inscribieron:
- Eduardo Ignacio Verano de la Rosa, Partido Liberal: Administrador de empresas, ex constituyente, exministro de Medio Ambiente
- Jaime Alejandro Amín Hernández, Opción Centro: Abogado, exrepresentante a la Cámara
- José Antonio Name Terán, Partido de la U: Abogado, exsenador
- Alfredo Palencia Molina,[2] cívica ("Nueva Opción"): Abogado, ex Defensor del Pueblo del Atlántico
- Marieta Morad di Domenico, Partido Conservador: Exdiputada departamental
- Alfonso Javier Camerano Fuentes, Polo Democrático: Abogado
- Rodolfo Daníes Lacouture, Alianza Social Indígena: Empresario

La encuesta realizada por Invamer Gallup y publicada por Caracol Radio el 24 de agosto arroja los siguientes resultados:
- Eduardo Verano 21%
- José Name 21%
- Marieta Morad 10%
- Jaime Amín 10%
- Alfredo Palencia 8%

Los candidatos Eduardo Verano, Jaime Amín, Marieta Morad y Alfredo Palencia decidieron que los resultados de una encuesta contratada por ellos mismos y con apoyo de un amplio sector empresarial decidiría cuál de los cuatro lideraría una gran alianza para lograr derrotar a la encabezada por José Name Terán. El 23 de septiembre se conocieron los resultados, que arrojaron una clara victoria para el exministro Eduardo Verano, a cuya campaña de inmediato adhirieron Jaime Amín y Marieta Morad, y dos días después, luego de que se esperaba que no desistiera, lo hizo también Alfredo Palencia.
El 28 de octubre Invamer Gallup publica una nueva encuesta, en la que no se había registrado el retiro de Palencia aún:
- Eduardo Verano 33%
- José Name 33%
- Alfredo Palencia 4%
- Rodolfo Daníes 3%
- Alfonso Camerano 3%

### Resultado final
El 30 de octubre fue elegido Eduardo Verano de la Rosa como Gobernador del Atlántico, con los siguientes resultados:
| Candidato a Gobernador    | Votos   | Porcentaje |
| ------------------------- | ------- | ---------- |
| Eduardo Verano de la Rosa | 346,252 | 46,97      |
| José Name Terán           | 212,594 | 28.84      |
| Rodrigo Saldarriaga       | 58,657  | 3.08       |
| Alfonso Camerano Fuentes  | 24,388  | 3.31       |
| Rodolfo Daníes Lacouture  | 7,518   | 1.02       |